# Hrabstwo Currituck
Hrabstwo Currituck (ang. Currituck County) – hrabstwo w stanie Karolina Północna w Stanach Zjednoczonych.

## Geografia
Według spisu z 2000 roku obszar całkowity hrabstwa obejmuje powierzchnię 526 mil2 (1362 km²), z czego 262 mile2 (679 km²) stanowią lądy, a 264 mil2 (684 km²) stanowią wody. Według szacunków United States Census Bureau w roku 2012 miało 24 077 mieszkańców. Jego siedzibą administracyjną jest Currituck.

### CDP
- Coinjock
- Moyock